# Anna Battke
Anna Battke (* 3. Januar 1985 in Düsseldorf) ist eine ehemalige deutsche Leichtathletin, die sich auf den Stabhochsprung spezialisiert hat.
Sie kam mit 19 Jahren im Jahr 2004 zum Stabhochsprung, nachdem sie in ihrer Kindheit und Jugend viele andere Sportarten ausgeübt hatte. Dazu gehörten Schwimmen, Reiten und Judo, in dem sie den braunen Gürtel trägt.
Ihre persönliche Bestleistung beträgt im Freien 4,68 m, aufgestellt beim ISTAF in Berlin (2009). In der Halle sprang sie 2009 bei den Halleneuropameisterschaften in Turin/Italien 4,65 m und gewann die Bronzemedaille. Bei den Leichtathletik-Hallenweltmeisterschaften 2008 in Valencia erreichte sie den achten Platz im Finale mit 4,45 m (Qualifikation: 4,50 m).
Anna Battke startete bis zum Jahr 2006 für den ASC Düsseldorf und wechselte dann zum USC Mainz. Sie hatte bei einer Größe von 1,73 m ein Wettkampfgewicht von 58 kg. Bei den Hallenweltmeisterschaften in Valencia sorgte sie für Diskussionen, als sie mit dem Slogan "Stop Doping" an den Start ging und damit die Spekulationen um Doping in der Leichtathletik erneut entfachte.
Battke studierte an der TU Darmstadt Psychologie. Im Sommer 2013 trat sie vom Leistungssport zurück, nachdem sie zum ersten Mal Mutter geworden war.

## Erfolge
- Dritte der Halleneuropameisterschaften 2009
- Dritte der U23-Europameisterschaften 2007
- Zweite der Deutschen Hallenmeisterschaften 2008 und 2009
- 8. Platz Hallenweltmeisterschaften 2008
- 7. Platz Weltmeisterschaften 2009